# Vampier, vampier, bijt me nog een keer
Vampier, vampier, bijt me nog een keer is een fantasyverhalenbundel uit 1972, uitgegeven door A.W. Bruna Uitgevers en samengesteld door Ethel Portnoy.

## Korte verhalen
1. Victor Roman: Vier houten staken (Wooden Stakes)
2. August William Derleth: Wie kan ik zeggen dat er is? (Who Can I say is Calling?)
3. E.F. Benson: Alwaar geen vogel zingt (And No Bird Sings)
4. Robert Bloch: Ondergronds (Underground)
5. C.H.B. Kitchin: Uitdrijving (Dispossession)
6. Ef Leonard: Gregoreloi
7. Fredric Brown: Bloed (Blood)
8. Richard Matheson: Er gaat niets boven een vampier (No Such Thing as a Vampire)
9. Peter Schuyler Miller: Stromend water
10. Roland Topor: De tanden van een vampier (Des dents du Vampire)
11. Edgar Allen Poe: Ligeia (Ligeia)
12. Richard Matheson: Bloedzoon (Blood Son)
13. Jerome Bixby en Joe E. Dean: Samen delen (Alike)
14. E.C. Tubb: Groentje (Fresh Guy)
15. H.G. Wells: De vreemde orchidee (The Flowering of the Strange Orchid)
16. Francis Marion Crawford: Want het bloed is het leven (For the Blood is the Life)
17. Eddy C. Bertin: Nu mag je me kussen, schat
18. Guy de Maupassant: De Horla (Le Horla, 1887)
19. William Tenn: Ze gaat alleen maar 's nachts uit (She Only Goes out at Night)
20. William Fryar Harvey: Juffrouw Avenal (Miss Avenal)
21. Anton Quintana: Zwarte vlinders
22. Robert Bloch: De mantel (The Cloak)
23. H.G. Wells: Het relaas van wijlen de heer Elvesham (The Story of the Late Mr. Elvesham, 1913)